# Симон Праведный
Симон Праведный (ивр. שִמְעוֹן הַצַּדִּיק‎, Шим‘он ха-Цаддик) — первосвященник эпохи Второго Храма, учитель Антигона Сохейского.
Симон Праведник — великий мудрец, «один из последних мужей Большого собрания» (Кнесет Агдола), перенявшего Тору из рук пророков. В течение сорока лет был первосвященником Иерусалимского храма.
При его жизни в Храме происходило много чудес. Так, на Йом-Кипур неизменно белела прядь шерсти, повешенная на храмовых воротах и предварительно окрашенная в алый цвет (что свидетельствовало о том, что раскаяние народа в проступках, им совершённых, принято на небе). Огонь на жертвеннике поддерживался небольшим количеством дров. Священники, получая хлеб приношения, насыщались, даже если им доставался кусочек размером с маслину. Все эти и другие чудеса в Храме прекратились со смертью Симона Праведника.
Широко известен рассказ о его встрече с Александром Македонским. В благодарность за благословение греческий полководец обещал не отнимать у евреев религиозных свобод, попросив в ответ поставить в Храме его статую. Симон объяснил языческому правителю причину, по которой эта просьба не может быть выполнена: евреям строжайшим образом запрещено ставить изображения и изваяния и поклоняться им, тем более в Храме, посвящённом Всемогущему Богу. Вместо этого он обещал, что все мальчики, родившиеся в течение года, получат имя Александр, которое отныне войдет в список еврейских имен. Ещё он обязался ввести в Эрец-Исраэль летоисчисление по царям из рода Селевкидов.

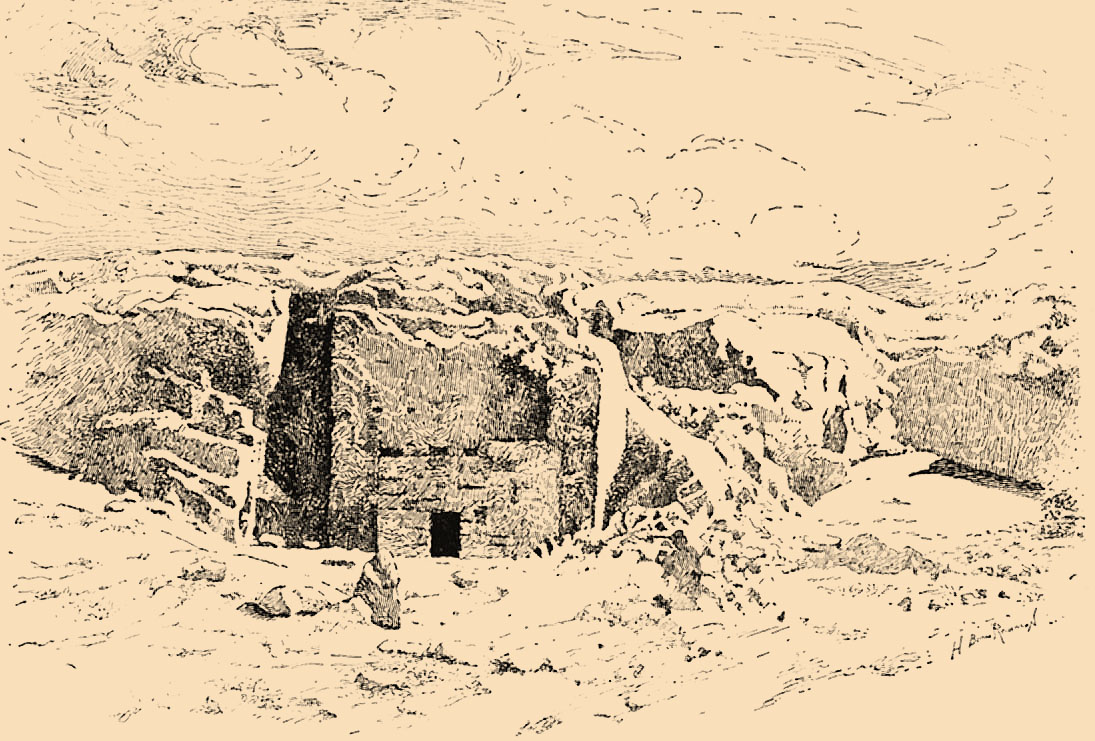
Гробница Симона Праведного

Пиркей авот приводит высказывание Симона Праведника: «Мир стоит на трех вещах: Торе, служении Богу и благотворительности».
Сообщается, что он много заботился не только о духовном, но и о материальном состоянии народа. Ко всему прочему, благодаря его заботам были восстановлены иерусалимские стены, разрушенные Птолемеем Сотером, а также подняты внутренние стены в Храме.
Последние годы его священничества пришлись на «эллинистическую» эпоху, когда Иудеей начали править греко-сирийцы, ставленники македонцев.
Предполагаемая гробница Симона и его учеников находится в восточной половине Иерусалима, является объектом поклонения.
Симон Праведный восхваляется также в Книге Премудрости Иисуса, сына Сирахова.